# Silent Hill
Silent Hill (jap. サイレントヒル Sairento Hiru) – seria gier komputerowych z gatunku survival horror, których twórcą jest firma Konami. Nazwa serii pochodzi od fikcyjnego miasteczka, w którym rozgrywa się akcja większości gier.

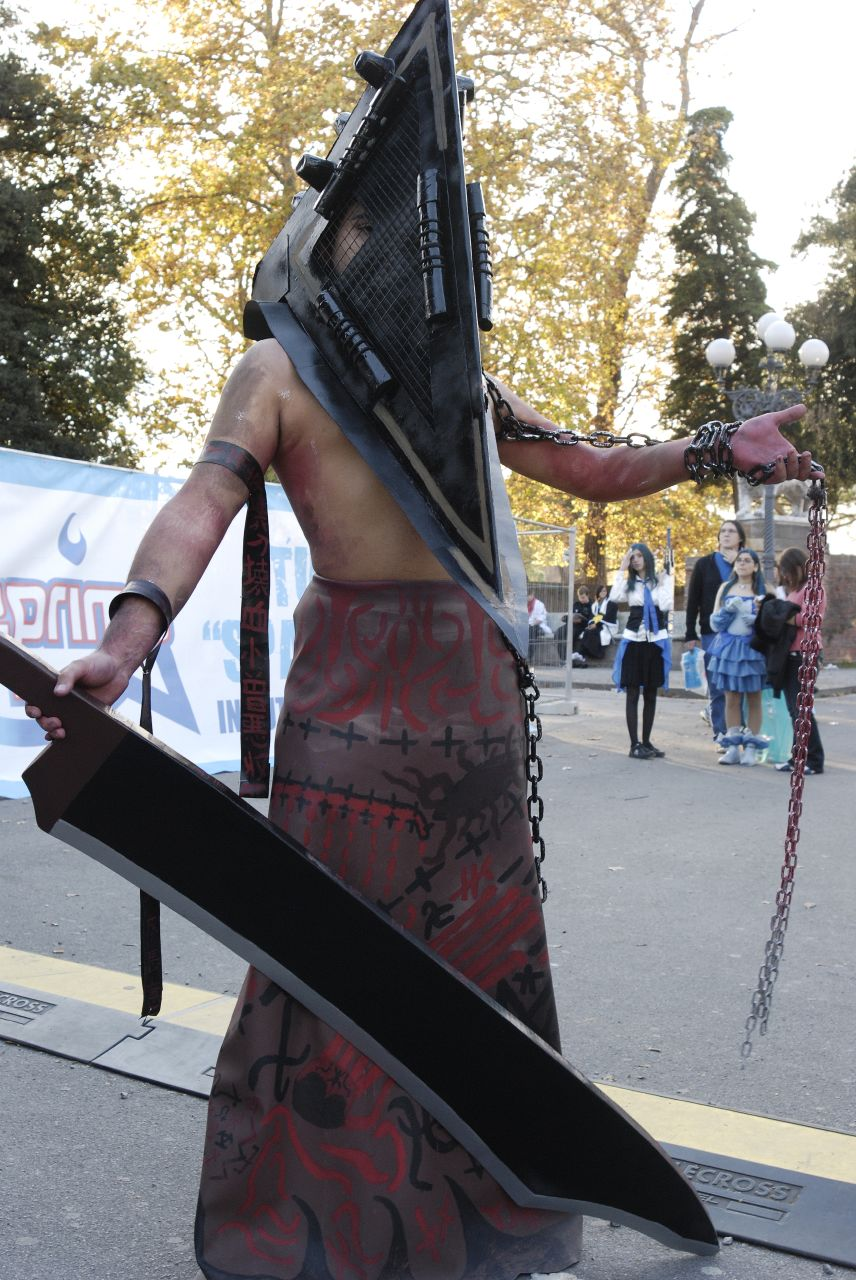
Cosplay jednej z najbardziej rozpoznawalnej postaci z serii – Piramidogłowego

Cztery pierwsze gry zostały stworzone na zlecenie Konami przez wewnętrzną grupę tego studia, Team Silent. Następne cztery gry powstały w innych studiach: Climax Group, Double Helix Games i Vatra Games. Dziewiąta gra natomiast po raz kolejny zostanie stworzona przez Konami.
W oparciu o serię powstały dwa filmy: w 2006 roku Silent Hill, w 2012 Silent Hill: Apokalipsa. Niektóre wydarzenia w filmie były inspirowane historią prawdziwego miasteczka Centralia w Stanach Zjednoczonych.

## Historia Silent Hill
Mimo iż większość gier z serii Silent Hill opowiada losy niezależnych od siebie bohaterów, a czas ich akcji dzieli czasem kilkanaście lat różnicy, jest kilka spraw, które łączą wszystkie opowieści w jedną całość (wyjątkiem jest Silent Hill: Shaterred Memories, które jest rebootem serii – bierze z niej znane postacie i wydarzenia, ale opowiada zupełnie inną historię).
Głównym motywem wszystkich gier z cyklu jest zmierzenie się ich bohaterów z własną trudną przeszłością – pełną bólu, cierpienia i tajemnicy w tytułowym miasteczku Silent Hill pogrążonym we mgle i zazwyczaj wyludnionym i odciętym od świata. Miasteczko jest uosobieniem lęków bohaterów, a potwory w nim występujące ucieleśnieniem obaw i zła, które wytwarza umysł protagonistów, by w ten sposób ukarać się za popełnione grzechy.

### Miasto
Silent Hill położone jest nad fikcyjnym jeziorem Toluca, prawdopodobnie w stanie Wirginia Zachodnia (według filmu) w USA, niedaleko South Ashfield. Po tragicznym pożarze, który miał miejsce siedem lat wcześniej, a w którym spłonęło sześć domów, miasteczko zaczęło powoli pustoszeć.
W grze dowiadujemy się, że Silent Hill było dobrze rozwiniętym miasteczkiem wypoczynkowym. Znajdował się w nim szpital, szkoła, więzienie i hotel. W filmie przedstawiono je jako miasto górnicze. Historia o kopalni węgla płonącej pod miastem inspirowana jest prawdziwymi wydarzeniami, które rozegrały się w mieście Centralia w stanie Pensylwania – czterdzieści lat temu w tamtejszej kopalni wybuchł pożar, który trwa do dziś.
Miasto zostało założone przez osadników podczas eksploracji USA w XIX wieku. Teren został wybrany ze względu na malowniczy krajobraz. Większość mieszkańców była fanatycznie pobożna. Często palono kobiety, które uważano za czarownice. Miało to charakter „oczyszczenia” ze zła. W części społeczeństwa krążyła opinia, że żyją dzięki „czystości” ich dusz. Druga część gry mówi, że kiedyś funkcjonował tam prowizoryczny sąd, który nie stronił od publicznych egzekucji.
W Silent Hill pojawiają się potwory będące ożywionymi wspomnieniami i obawami (pierwsza i trzecia część) lub istotami odwzorowującymi grzechy ludzi (druga część). Potwory te tworzone są przez moc Alessy Gillespie. W grze dzieli się je na pospolite i bossów. Te pierwsze są dość liczne, jednak łatwo je pokonać. Należą do nich m.in. groanery (dość duże oskalpowane psy nieznanej rasy), lying creature (pełzające kreatury) plujący kwasem czy „pielęgniarki”. Bossowie natomiast są wyjątkowo silni. Najpopularniejsi z nich to między innymi Piramidogłowy (Pyramid Head) czy The God. Pojawiają się w alternatywnej rzeczywistości, koszmarnym wymiarze miasta. Oba rodzaje przeciwników są ściśle związane z fabułą.
Historia Silent Hill ma związek głównie z Alessą Gillespie i jej matką Dahlią. Alessa była w dzieciństwie wyszydzana i uważana za wiedźmę. Posiadała parapsychiczne moce, które otrzymała w wyniku rytuału. Dahlia była oszalałą wyznawczynią kultu The Order. W zamiarze sprowadzenia na świat boga usadowiła w ciele Alessy jego zarodek, podpalając swą córkę, by poprzez cierpienie wzmocnić boską istotę, aby ta mogła przyjść na świat. Poparzoną Alessę przewieziono do Alchemilla Hospital, gdzie leżała przez siedem lat, utrzymywana przy życiu przez swojego pasożyta.

### Chronologia serii według wydarzeń
- 1976 – narodziny Cheryl Mason i jej adopcja przez Harry'ego i Jodie Masonów. Czas akcji gry Silent Hill: Origin.
- 1983 – narodziny Heather Mason. Czas akcji gry Silent Hill.
- 1990 – Harry Mason powoduje wypadek samochodowy nieopodal miasteczka Silent Hill (Silent Hill: Shattered Memories).
- 1991 – Walter Sullivan (główny antagonista Silent Hill 4) dokonuje rytualnego morderstwa 10 osób, tworząc tym sposobem przejście do własnego, tajemniczego wymiaru. Jest to prolog gry Silent Hill 4: The Room.
- 1993 – James Sunderland otrzymuje list od swojej zmarłej żony. Czas akcji gry Silent Hill 2 i Silent Hill: The Arcade.
- 2000 – Zakon odnajduje Heather Mason. Ginie Harry Mason (zostaje zabity przez trzeciego lub drugiego bossa nasłanego przez Claudię w czasie wydarzeń gry Silent Hill 3).
- 2001 – właściwy czas akcji Silent Hill 4: The Room.
- 2007 – Alex Shepherd ucieka ze szpitala psychiatrycznego. Następują wydarzenia z gry Silent Hill: Homecoming.

## Klimat serii
Seria Silent Hill zyskała grono zwolenników dzięki innowacjom umieszczonym w grach. Seria wprowadziła nowatorskie rozwiązania artystyczne, trwale zmieniając estetykę horrorów. W znacznej części horrorów twórcy stawiają na straszenie przez jump scare'y, Silent Hill opiera się na niepokoju, który czuje się, wiedząc, iż w ciemnościach coś jest i dosyć dobitnie zdradza swą obecność. Mrok nie pozwala jednak dostrzec na oczy tego zagrożenia i w tym momencie dużą rolę odgrywa wyobraźnia. Wzmagającą efekt niepokoju jest muzyka skomponowana przez Akirę Yamaoki, wprowadzająca w klimat. Nowością było umieszczenie różnych zakończeń produkcji.

## Seria

### Gry główne
- Silent Hill (1999) – PS1, PSN
- Silent Hill 2 (2001) – PS2, PC, Xbox
- Silent Hill 3 (2003) – PS2, PC
- Silent Hill 4: The Room (2004) – PS2, Xbox, PC
- Silent Hill: Origins (2007) – PSP, PS2
- Silent Hill: Homecoming (2008) – PS3, X360, PC, Steam
- Silent Hill: Shattered Memories (2009) – Wii, PS2, PSP
- Silent Hill: HD Collection (2012) – PS3, X360
- Silent Hill: Downpour (2012) – PS3, X360
- Silent Hill: Book of Memories (2012) – PSV
- Silent Hill 2 (remake) (2024) – PlayStation 5, Steam
- Silent Hill: Townfall (w produkcji)
- Silent Hill f (w produkcji)

### Pozostałe gry
- Silent Hill: Play Novel (2001) – GBA
- Silent Hill: Mobile (2006) – Mobile
- Silent Hill: The Arcade (2007) – Arcade
- Silent Hill: Orphan (2007) – Mobile
- Silent Hill: The Escape (2007) – iOS
- Silent Hill: Mobile 2 (2008) – Mobile
- Silent Hill: Mobile 3 (2010) – Mobile
- Silent Hill HD Collection (2012) – PS3, X360
- Silent Hill: The Short Message (2024) - PS5
- Silent Hill: Ascension (w produkcji)

### Filmy
- Silent Hill – 2006, reż. Christophe Gans
- Silent Hill: Apokalipsa – 2012, reż. Michael J. Bassett
- Return to Silent Hill – (w produkcji), reż. Christophe Gans

### Ścieżki dźwiękowe
Każda część serii Silent Hill doczekała się odrębnie wydanego oryginalnego soundtracku (OST). Kompozytorem wszystkich (z wyjątkiem Esperandote na Silent Hill 1 OST) utworów jest Akira Yamaoka. Artysta łączy różne gatunki muzyczne (m.in. elektronikę, ambient, industrial, rock). Od trzeciej części Silent Hill, stałymi współpracownikami Yamaoki są Mary Elizabeth McGlynn oraz Joe Romersa, którzy wykonują utwory wokalne.
Poszczególne albumy nie zawierają kompletnych ścieżek dźwiękowych z gier. Znajdują się na nich utwory wybrane (najczęściej są to motywy towarzyszące filmom i cut scenkom) oraz melodie nieobecne w grze.
Silent Hill (ścieżka dźwiękowa)
Oficjalna ścieżka dźwiękowa z pierwszej części gry, wydana w Japonii i Europie w roku 1999. Jest to wspólny album Yamaoki i Riki Muranaki, chociaż Muranaka jest odpowiedzialna jedynie za kompozycję utworu Esperandote. Soundtrack jest zróżnicowany – sporą część stanowią zarówno ambientowe utwory pochodzące bezpośrednio z rozgrywki, jak i te z przerywników.
Silent Hill 2 (ścieżka dźwiękowa)
Oryginalny soundtrack Silent Hill 2 został wydany w 2001 roku w Japonii i Europie. Formuła została zmieniona w stosunku do OSTa z poprzedniej części – przeważającą większość stanowią utwory będące tłem dla cut scenek i filmów, zaś ścieżki czysto ambientowe zostały ograniczone do minimum.
Silent Hill 3 (ścieżka dźwiękowa)
OST z Silent Hill 3 jako pierwszy z serii trafił również na rynek amerykański (w formie dodatku do wersji PS2 gry). W przeciwieństwie do wydań europejskiego i japońskiego, nie posiadał odrębnego opakowania. Od tego albumu rozpoczyna się współpraca Yamaoki z Mary Elizabeth McGlynn i Joem Romersą, którzy zostali wykonawcami utworów wokalnych.
Silent Hill 4: The Room (ścieżka dźwiękowa)
Soundtrack z The Room doczekał się trzech, znacznie różniących się od siebie wydań. W Japonii album posiadał dodatkową płytę ze słuchowiskiem Inescapable Rain in Yoshiwara. Pierwszy CD-ROM (z muzyką z gry) był identyczny względem wydania europejskiego. Z kolei amerykańscy konsumenci otrzymali jako bonus do przedpremierowych egzemplarzy gry wersję limitowaną ścieżki dźwiękowej (Limited Edition Soundtrack). Album zawierał m.in. remiksy oraz utwory nieobecne w wydaniach japońskim i europejskim.
Silent Hill: Origins
Oficjalna ścieżka dźwiękowa z Origins została wydana jedynie w Japonii, w 2008 roku. Pudełko zawierało broszurę z komiksem autorstwa Masahiro Ito (twórcy potworów i lokacji z Silent Hill 1-3), którego głównym bohaterem był Pyramid Head.
Silent Hill: Homecoming
Soundtrack z Homecoming nie doczekał się jeszcze oficjalnego wydania. W USA dostępna jest jednak jego promocyjna edycja.
Silent Hill: Shattered Memories
Soundtrack z Silent Hill: Shattered Memories nie doczekał się oficjalnego wydania. Tylko w USA dostępna była jego promocyjna edycja.